# Catalogo Ryom
Il Catalogo Peter Ryom, o per esteso Ryom Verzeichnis der Werke Antonio Vivaldis (lett. "Catalogo di Ryom delle opere di Antonio Vivaldi"), in breve RV, permette di riferirsi con certezza, usando il relativo numero, ad una precisa opera di Antonio Vivaldi, tra le quasi mille censite da Peter Ryom nel 1974, autore del catalogo tematico. Peter Ryom ha lasciato, nel 2007, l'eredità del suo lavoro a Federico Maria Sardelli, attuale curatore del catalogo.
Il Vivaldi Werkverzeichnis costituisce l'ultima versione del catalogo delle opere di Antonio Vivaldi realizzato da Peter Ryom (Wiesbaden, 2007). La Kleine Ausgabe del catalogo (Verzeichnis der Werke Antonio Vivaldis. Kleine Ausgabe, Leipzig, Deutscher Verlag für Musik, 1979), fu il primo nucleo della catalogazione sistematica delle opere di Vivaldi che, diversamente dai cataloghi precedenti (Rudge, Rinaldi, Pincherle, Fanna) comprendeva sia le opere strumentali che vocali sistemate con numeri progressivi da RV 1 a RV 750. Dalla pubblicazione della Kleine Ausgabe, le numerose scoperte di nuove fonti e nuove composizioni vivaldiane resero necessaria un'edizione accresciuta del catalogo vivaldiano. Nel 1986 Ryom pubblicò il Répertoire des Œuvres d'Antonio Vivaldi. Les compositions instrumentales, Copenhague, Engstrøm & Sødring, il primo volume di una prospettata edizione in tre volumi comprendente tutto l'opus vivaldiano. Varie difficoltà editoriali resero però impossibile la continuazione del progetto, che restò fermo al volume relativo alle opere strumentali, comprendente i numeri da RV 1 a RV 585. Solo nel 2007 Ryom ha potuto completare il suo lungo lavoro vivaldiano, dando alle stampe il suo Vivaldi Werkverzeichnis, ossia la tanto attesa Große Ausgabe. Da quel momento, Peter Ryom ha deciso di interrompere il suo lavoro su Vivaldi ed ha affidato la prosecuzione della sua opera di catalogazione a Federico Maria Sardelli, che, dal 2007, è diventato il responsabile del catalogo vivaldiano.
I numeri RV sono accettati come uno standard per la numerazione delle opere di Vivaldi.
A differenza di altri cataloghi che sono organizzati in maniera cronologica (come il catalogo Köchel per Mozart o il Kinsky/Halm per Beethoven), per Vivaldi non vi sono sufficienti informazioni per poter datare tutte le opere; dunque il catalogo Ryom è sistematico, ossia ordinato per generi musicali dall'organico crescente, a loro volta ordinati all'interno per tonalità; ad esempio le sonate per uno strumento e b.c. vengono per prime, poi i concerti, le sinfonie e così via.
Con la scoperta di opere precedentemente non catalogate, si pone tuttavia il problema di dover spostare dei numeri inserendoli tra due altri, oppure di dover inserire dei pezzi nuovi tra un numero e l'altro (i numeri RV 741-827).
Ogni opera vivaldiana viene dunque catalogata con un numero preceduto dall'abbreviazione RV, indicante Ryom Verzeichnis (der Werke Antonio Vivaldis).
Il catalogo Ryom dispone di un'appendice (Anhang) in cui sono inventariate varie tipologie di opere: lavori che sulle fonti sono attribuiti a Vivaldi ma che si sono rivelati spurî; lavori che la letteratura critica ha messo in relazione a Vivaldi; lavori che sulle fonti sono attribuiti conflittualmente a Vivaldi ed altri compositori; lavori perduti che potrebbero contenere musica di Vivaldi; pasticci in cui è attestata la presenza di arie vivaldiane.